# Sandy Johnson
Sandy Johnson (nacida el 7 de julio de 1954) es una modelo y actriz estadounidense. Fue Playmate del Mes para la revista Playboy en junio de 1974. Fue fotografiada por Mario Casilli.
Johnson nació en San Antonio, Texas. Después de aparecer en Playboy, Johnson se metió en el mundo de la interpretación. Sus créditos incluyen Halloween (1978) como Judith Myers, Gas Pump Girls (1979), y H.O.T.S. (1979), junto a la Playmate Pamela Jean Bryant y a la eventual modelo de Playboy, KC Winkler.